# Cathédrale de Calvi Risorta
La cathédrale de Calvi Risorta est une église catholique romaine de Calvi Risorta, en Italie. Il s'agit d'une cocathédrale du diocèse de Teano-Calvi.